# Élevage
Pour l’article homonyme, voir Élevage du vin.

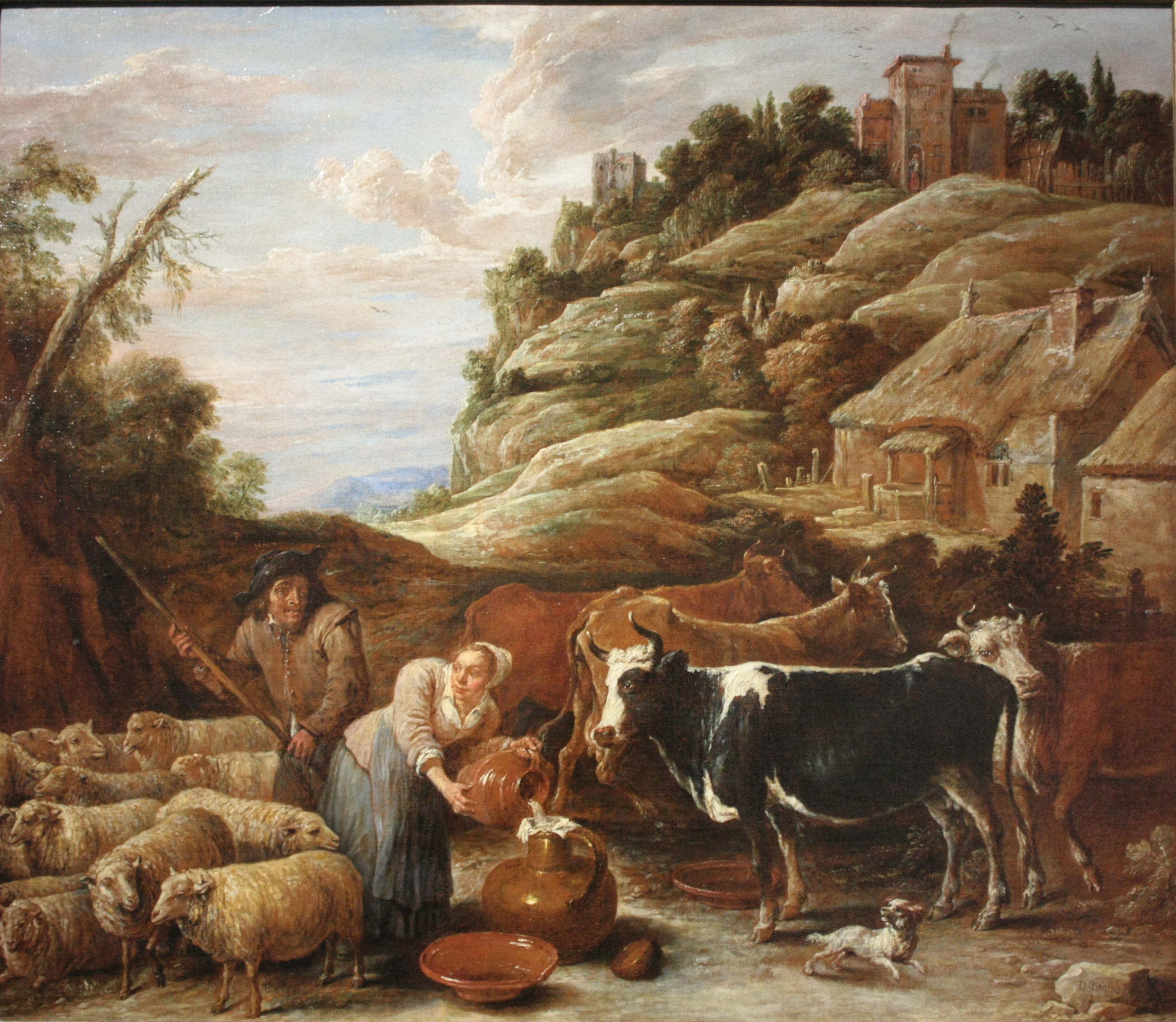
Élevage ovin et bovin au XVII. La traite du troupeau, peint par David Teniers le Jeune.

L’élevage est l'ensemble des activités qui assurent l'entretien et la multiplication des animaux souvent domestiques, parfois sauvages, pour l'usage des humains.

## Histoire

### Origines

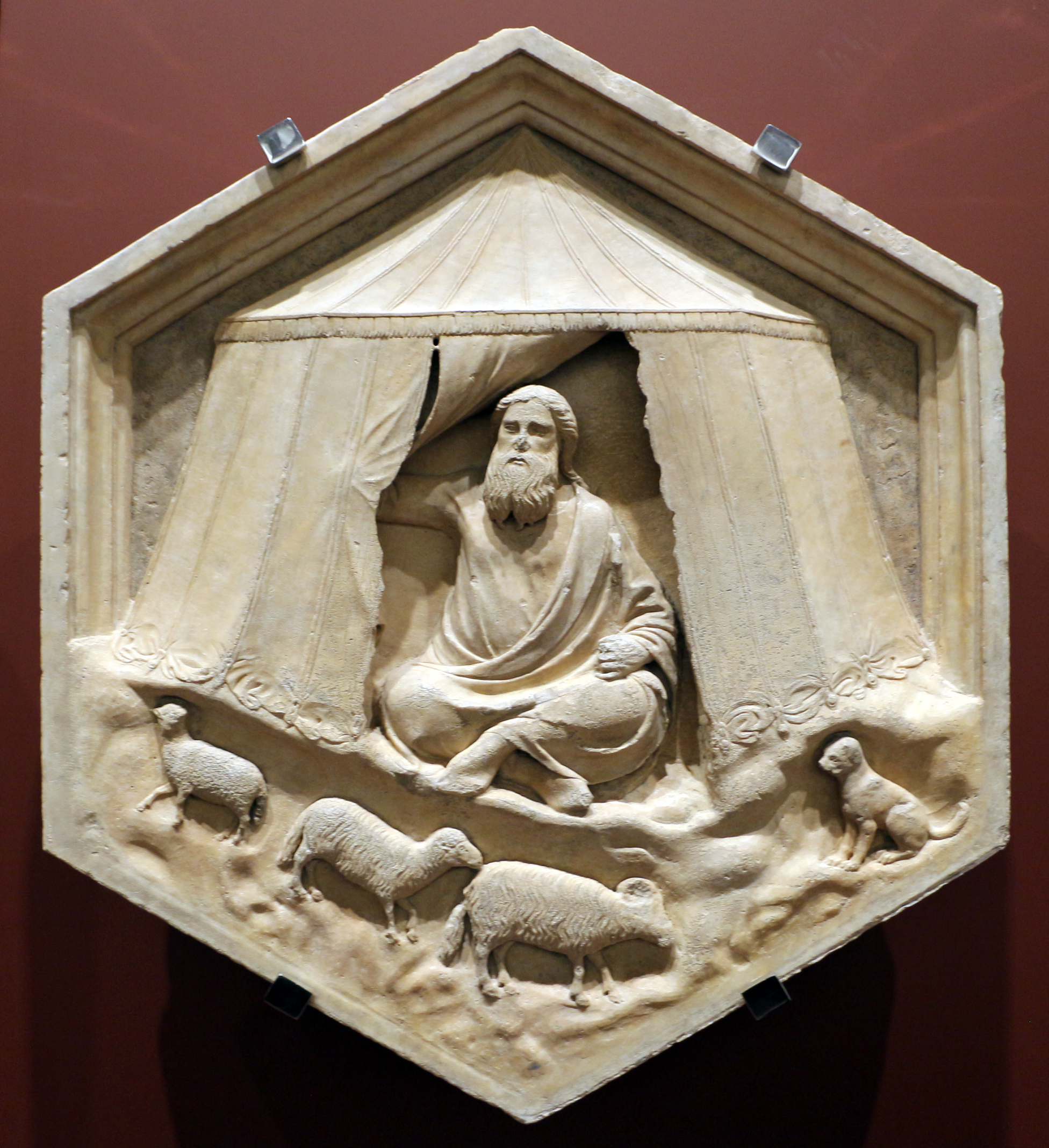
Allégorie de l'élevage.

Les premiers hommes vivaient de cueillette, de la pêche et de chasse. Au Néolithique les hommes passent d'une économie prédatrice à une économie productrice, ce qui se traduit concrètement par la domestication de certaines espèces dont les caractéristiques évoluent sous la pression d'une sélection artificielle menée par l'homme et dont l'archéologie apporte des preuves.
L'apparition de cette économie productrice pose cependant encore de nombreuses questions et beaucoup d'explications ont été proposées :
- d'ordre religieux, par exemple chez les Aïnous avec leur rituel de l'ours : l'élevage pourrait avoir été un produit d'un rituel sacrificiel, un animal, élevé comme un membre de la famille et en son sein, servant aux sacrifice lorsqu'un rituel l'exige ;[réf. nécessaire]
- d'ordre démographique, augmentation de la population, compétition entre groupes humains ;
- d'ordre climatique, évolution du climat entraînant une raréfaction des ressources naturelles[1].

La domestication donne alors (ou non) un résultat en fonction de l'animal utilisé ; loup conduisant à l'apparition du chien, bovins sauvages aux bovins domestiques, ou ours chez les Aïnous, ce qui ne mène à rien de matériellement utilitaire mais fournit une piste explicative. Des peintures murales de la civilisation mycénienne montrent que les animaux sont associés à la chasse, ainsi qu'à la tauromachie.

### Premières traces

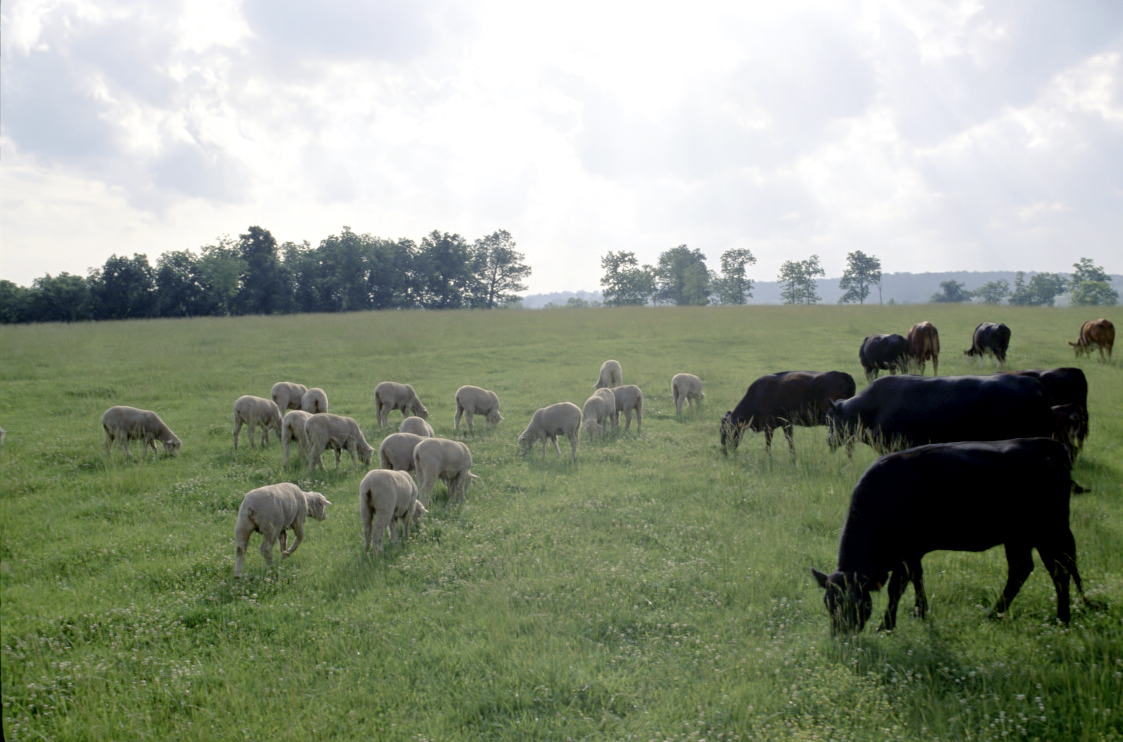
Vaches et moutons en pâture.

Les premières traces d'élevages d'herbivores découvertes sur les pourtours de la Mésopotamie datent d'environ 9000 av. J.-C. : au Levant à Tell Aswad, dans les monts Zagros à Ganj Dareh pour la chèvre et dans la région de l'Anatolie du Sud-Est pour le mouton.
L'apparition du pastoralisme nomade daté de −6200 au Levant et en Arabie selon Juris Zarins (en) constitue une évolution notable ; Juris Zarins s'oppose ainsi aux théories anciennes selon lesquelles le pastoralisme aurait pu apparaître avant l'agriculture ; il suppose d'ailleurs des animaux ayant atteint un niveau de domestication suffisamment avancé pour que les troupeaux puissent être maîtrisés dans des espaces ouverts.
La sélection de races lainières à partir de −5000 chez les ovins, caprins (chèvre Kashmir), bovins (yack), lamas et même le chien facilite l'expansion de l'élevage et des populations de pasteurs vers les régions humides ou froides, nordiques ou de montagne.

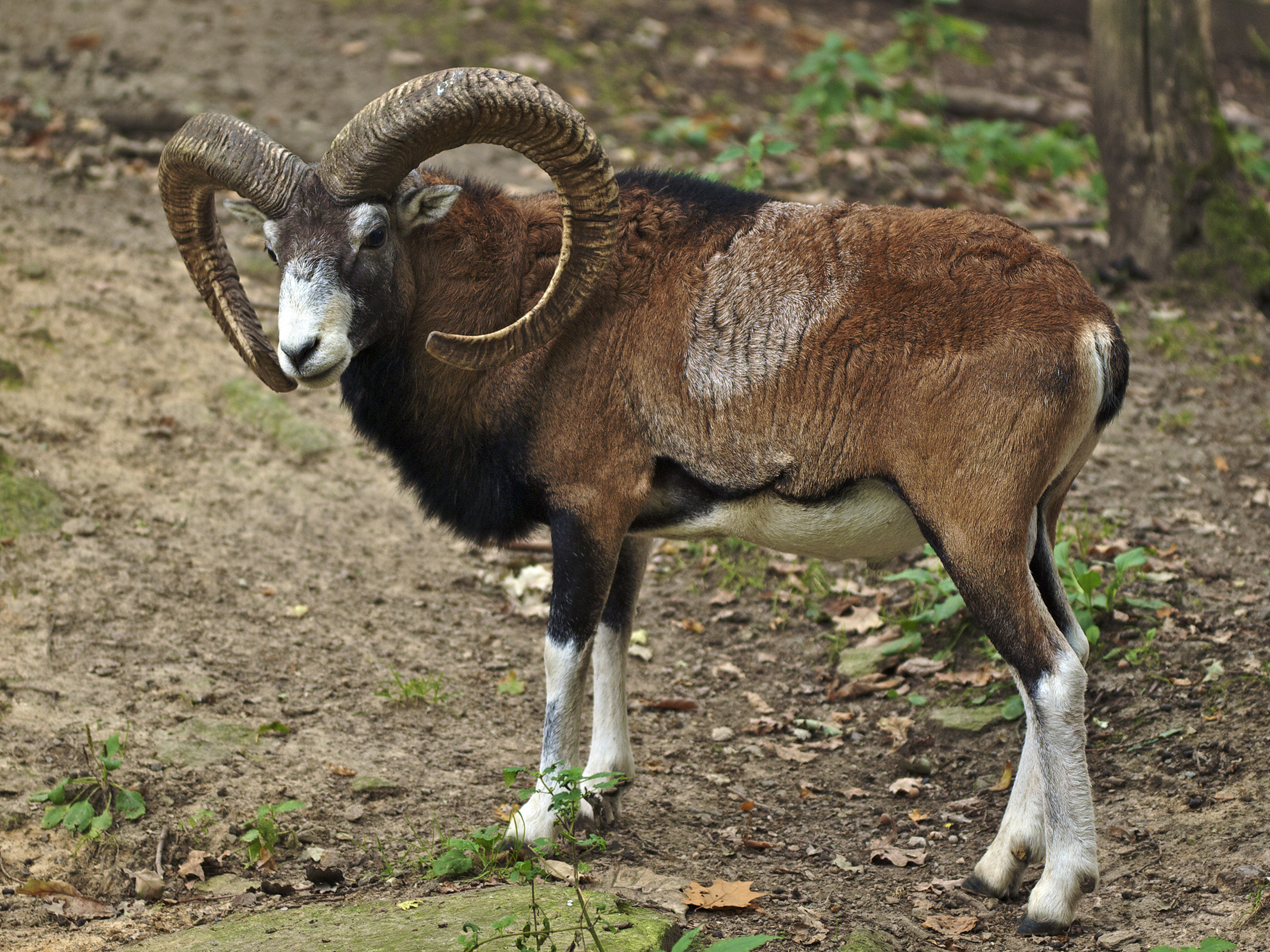
Le mouflon corse, probable descendant d'ovins domestiqués d'Anatolie, les premiers animaux de production à l'avoir été, a un pelage ras. Ses ancêtres ne produisaient pas de laine utilisable.

L'homme, dès 3 000 ans av. J.-C. a contribué à introduire des espèces plus ou moins domestiquées hors de leurs zones naturelles de répartition, jusque dans les îles en Europe de l'Ouest, modifiant ainsi leurs caractéristiques écopaysagères premières. L'élevage semble s'être beaucoup développé au Néolithique (dont en Europe et en France, dans le nord du pays par exemple,,), mais il semble longtemps coexister avec la chasse,. Dans la vallée de l’Aisne, les archéologues ont trouvé des traces ou indices d'élevage et d'exploitation animale durant au moins 1 000 ans durant l'âge du bronze.

### Durant l'Antiquité
L'élevage se poursuit durant l'Antiquité et l'antiquité tardive (Bas-Empire romain et Haut Moyen Âge),. Durant le début du Moyen Âge en Europe, la consommation de viande semble avoir été relativement importante, au moins pour la partie la plus riche de la population. Fernand Braudel écrivait que « Des siècles durant, au Moyen Âge, elle (L'Europe) a connu des tables surchargées de viandes et des consommations à la limite du possible ». L'élevage fournissait d'autres ressources telles que le lait, le cuir, le boyau, la laine et la graisse, des outres… Il permit une civilisation de l'objet au XIIIe siècle : le cuir était transformé en chaussures ; le parchemin était de la peau traitée. La laine est la matière première de l'importante industrie du drap. Les boyaux et les cornes entraient dans la fabrication d'instruments de musique, d'outils, d'armes, etc. Toutes les premières civilisations connues semblent avoir pratiqué l'élevage y compris en Amérique : c'est le cas chez les Incas. La Chine, qualifiée de civilisation du riz par Braudel, est probablement le premier endroit où l'on a élevé des porcs et mis au point des élevages aussi différents que les poissons rouges et le ver à soie.

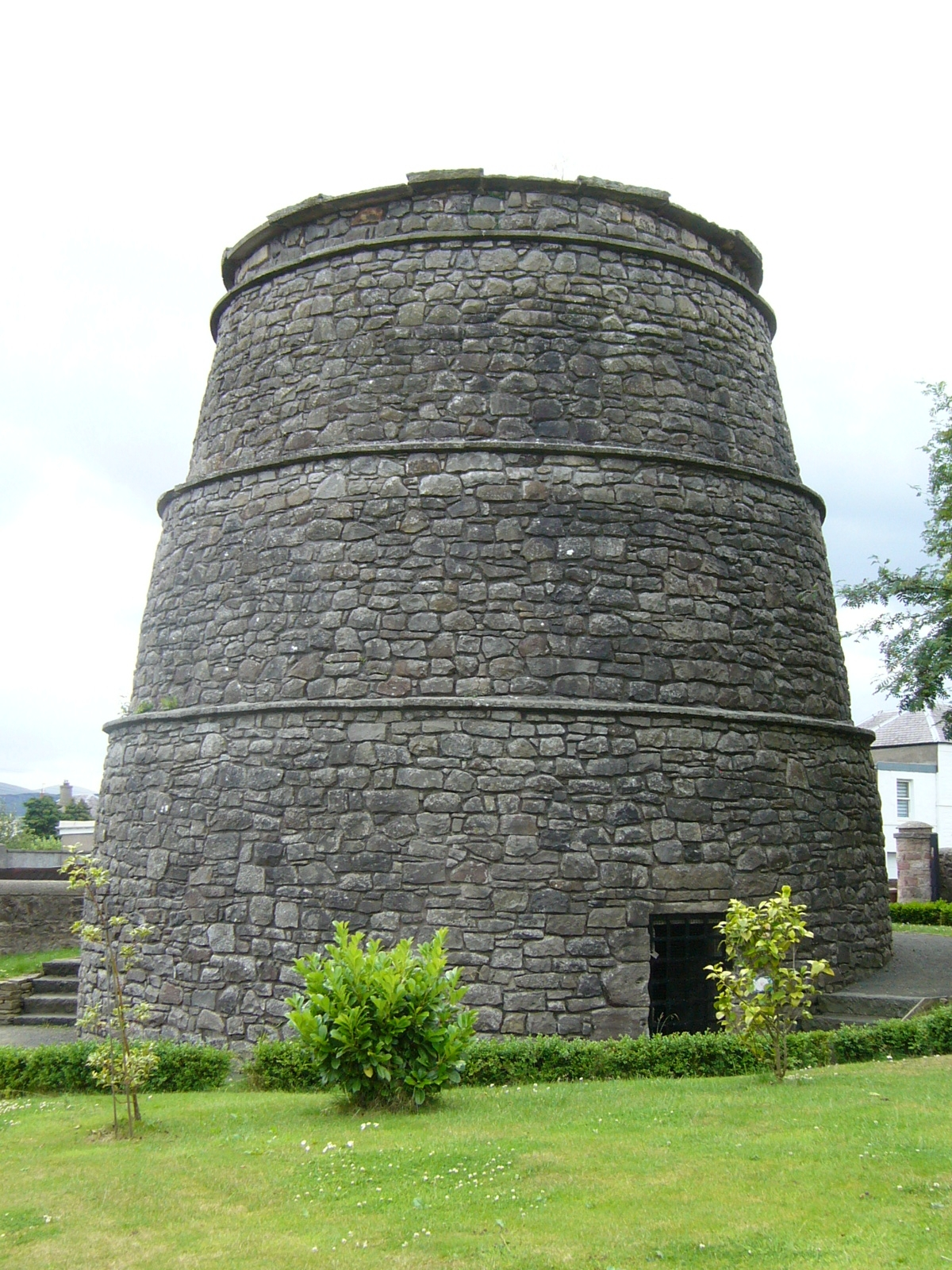
Colombier de château en Écosse. Les colombiers permettaient aux nobles et aux moines non seulement de se nourrir d'un mets échappant aux restrictions des jours maigres mais aussi de recueillir les fientes, gage d'un jardin luxuriant.

Les paysans utilisent la force des animaux pour les travaux agricoles : bœufs et chevaux tirent la charrue ou la herse. Ils réalisent les corvées de charrois (transport de vin, de blé, de bois, de paille). Les chevaux étaient parmi les biens les plus précieux des chevaliers et des armées. Plus tard, ils ont halé les navires et péniches sur les fleuves. Certains moulins et machines ont longtemps utilisé leur force de travail. L'élevage fournit aussi fumier, purin et fientes pour amender et fertiliser les terres.

### Au début duXXIesiècle
En 2019, le cheptel bovin mondial (bœufs domestiques et buffles) s'élevait à 1,7 milliard de bêtes, le cheptel ovin (moutons et chèvres) à 2,3 milliards, celui des poulets à 25 milliards, celui des canards à 1,2 milliard et celui des porcs à 850 millions d'animaux.
En 2001, le porc était la viande la plus consommée au monde, surtout en Asie (59 % du cheptel, avec une demande alors en progression). Depuis 2019, la production mondiale de poulet dépasse celle de porc, à 118 millions de tonnes contre 110. De 2000 à 2019, la production de poulet a doublé alors que celle de viande de porc augmentait de moins de 25 %. Sur la même période, la production de viande équine était en légère baisse.
En 2011, 65 milliards d'animaux ont été abattus dans le monde dont 58,11 milliards de poulets, 1 383 000 porcs et 320 millions de bovins. À l'échelle mondiale, la consommation de viande est en augmentation, particulièrement en Asie ; elle a atteint les 286,2 milliards de tonnes de produits carnés. La consommation par continent se répartit respectivement de la façon suivante : 46 % est consommée en Asie, 20 % en Europe, 14 % en Amérique du nord, 10 % en Amérique du sud, 5 % en Afrique et 4 % en Amérique centrale.
Les productions de l'aquaculture explosent, dépassant celle des pêches à la fin des années 2010. L'élevage massif des insectes pour l'alimentation animale voire humaine commence à s'organiser.

## Disciplines et spécificités concernant l'élevage

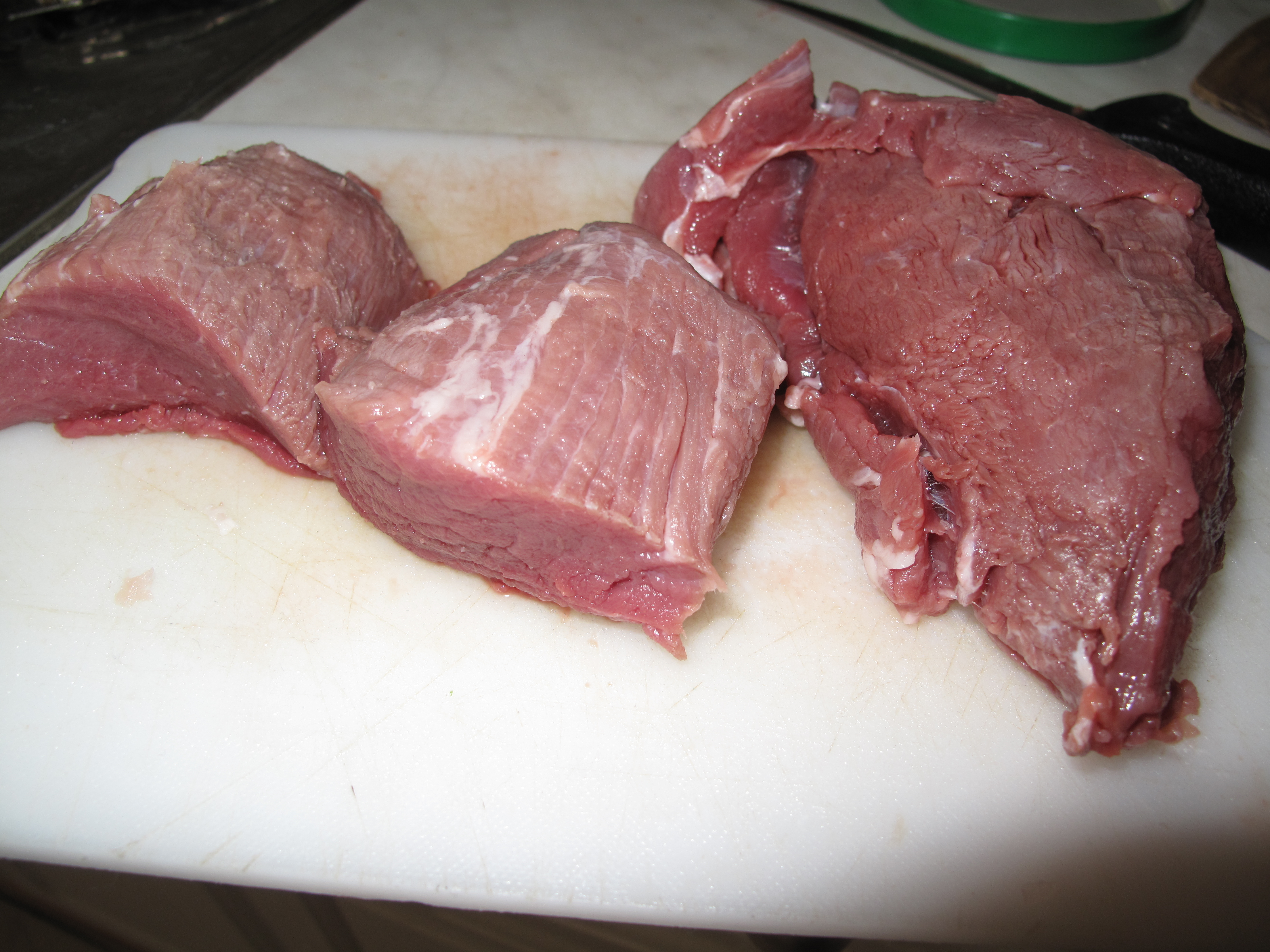
Viande.

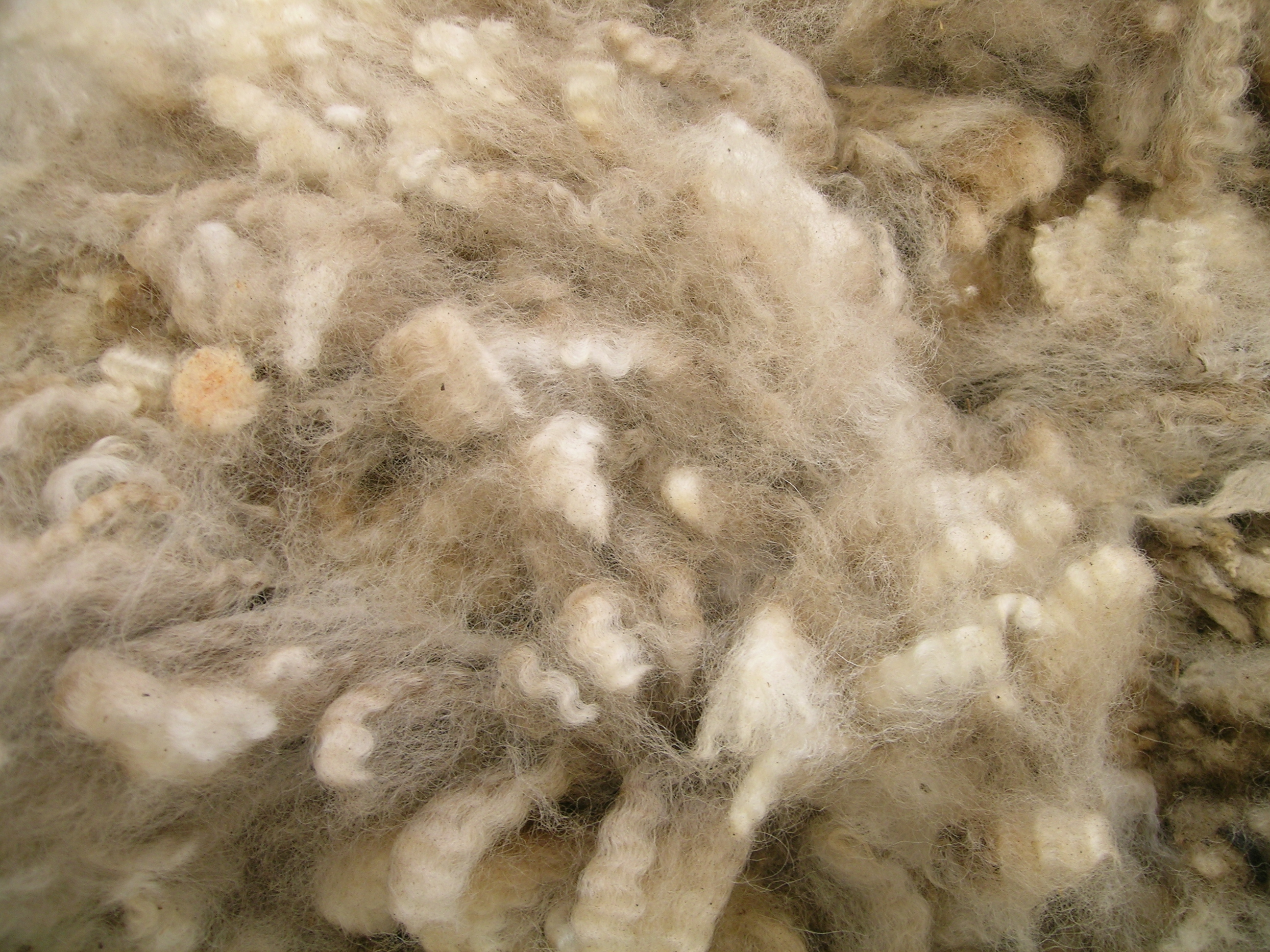
Laine de mouton.

Les diverses activités mises en œuvre pour l'élevage incluent notamment la gestion des animaux pour les multiplier, et leur fournir gîte, nourriture, soins, en vue de leur utilisation et/ou de leur production. Il fait appel à certaines sciences et de techniques dont : la physiologie animale, la sélection, le génie génétique (OGM), l'alimentation animale, la médecine vétérinaire, les techniques relatives au logement et à l'exploitation que l'on peut regrouper sous le vocable de zootechnie.

### Alimentation

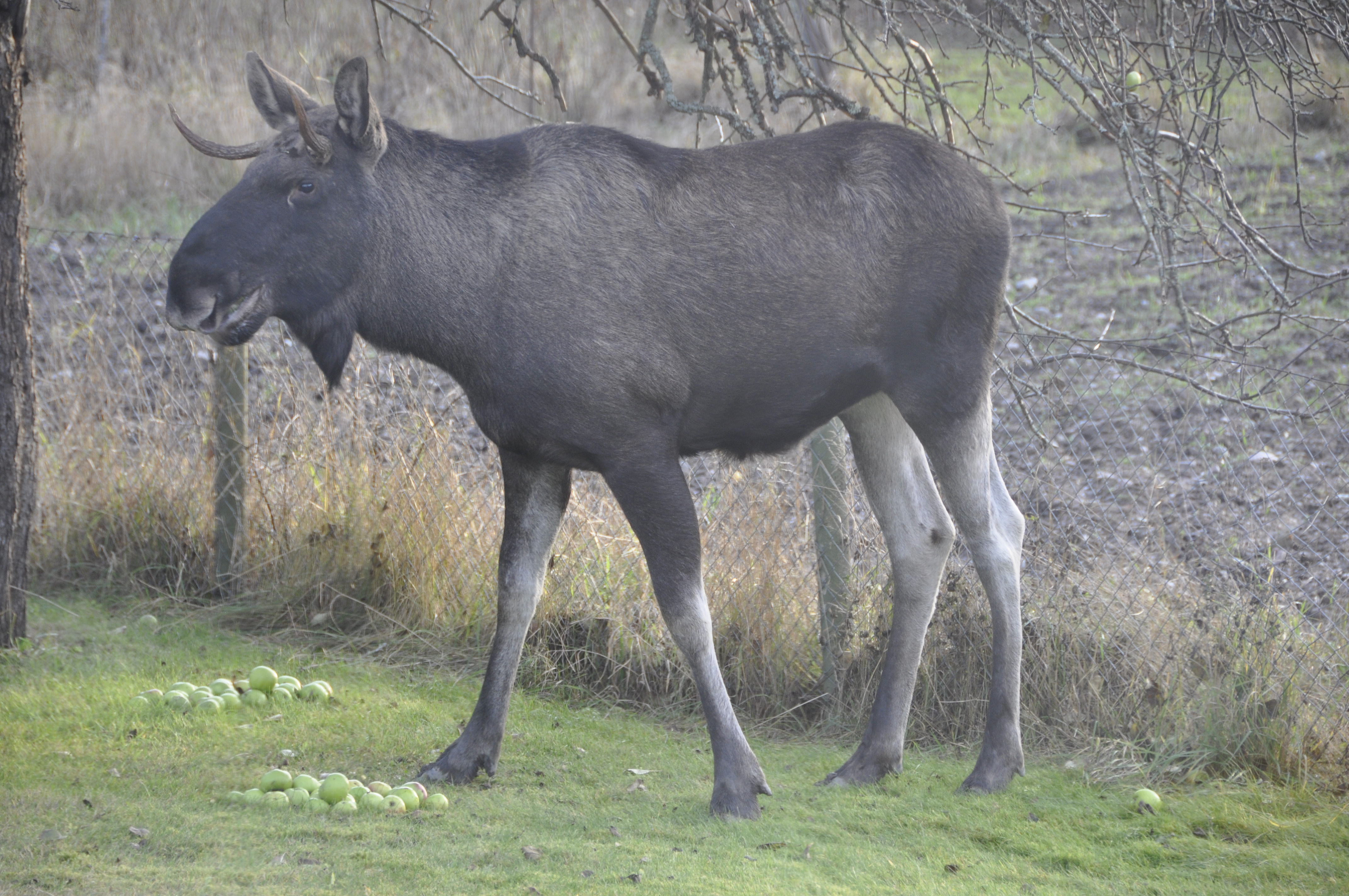
Élan (espèce partiellement domestiquée), nourri avec des pommes dans un parc en Suède.

### Reproduction et sélection

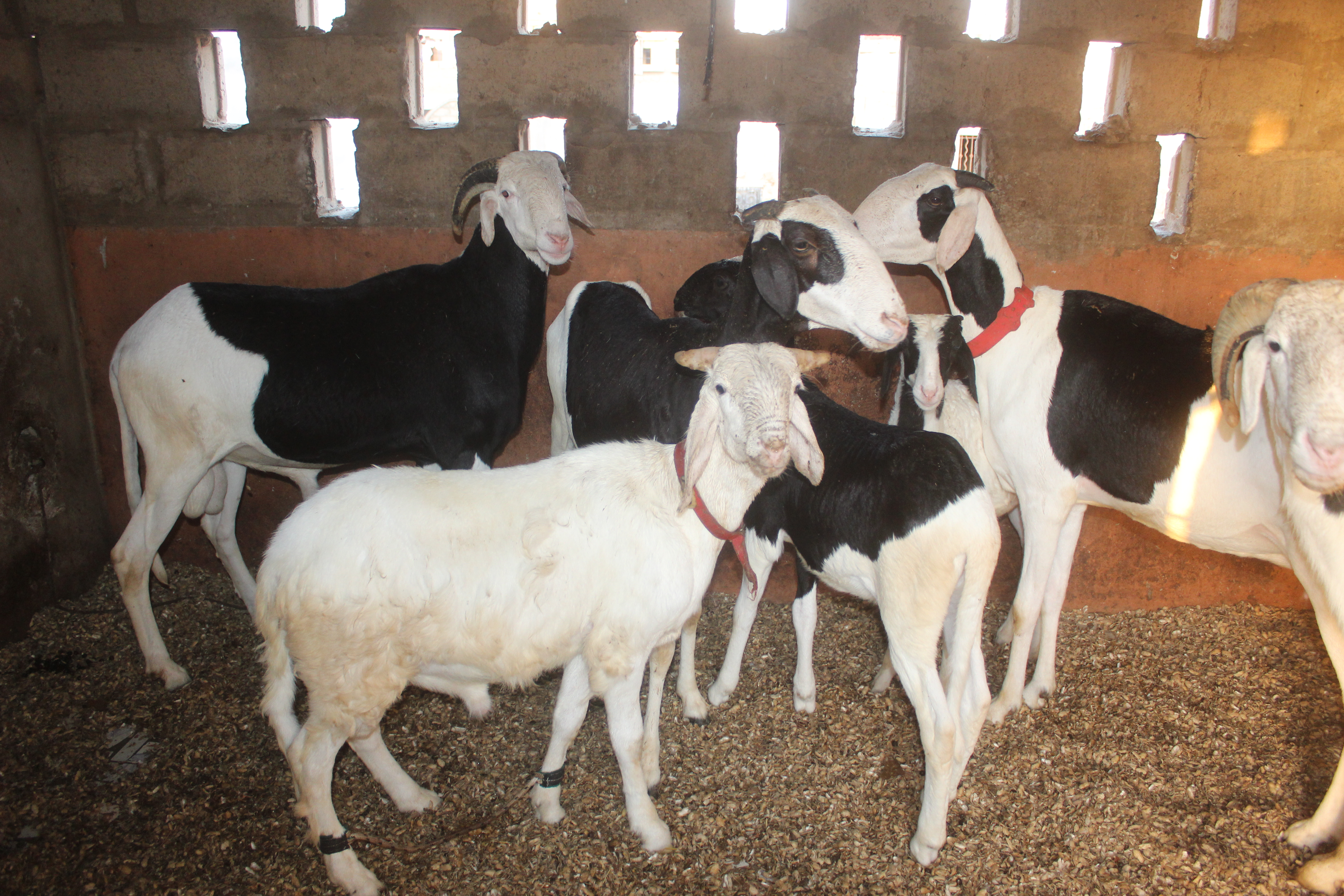
Moutons du Sénégal dans leur enclos.

### Logement
Les animaux peuvent être élevés complètement en extérieur, disposer d'abris qu'ils occupent occasionnellement ou bien être confinés en permanence. Les bâtiments, abris ou aménagements utilisés varient selon l'espèce et le type d'élevage : porcherie, bergerie, poulailler, ruche, étable.

### Économie
L'élevage s'applique généralement aux espèces d'animaux domestiques, mais pas exclusivement. On élève aussi des animaux sauvages, pour des productions particulières par exemple les visons, pour la chasse et la pêche, comme auxiliaires des cultures, pour la sauvegarde d'espèces menacées, ce qui est d'ailleurs une des nouvelles missions des parcs zoologiques.

#### Productions
Les produits de l'élevage sont :
- les animaux eux-mêmes : nouvelles générations pour le renouvellement des troupeaux, animaux de repeuplement de territoire de chasse ou de pêche, animaux de compagnie, animaux d'agrément (en particulier de nombreuses espèces et races d'oiseaux) ;
- les produits et sous-produits carnés pour l'alimentation humaine ou animale : viande, abat, poisson et coquillages d'aquaculture, lait, œufs, miel ;
- des produits et sous-produits non alimentaires : poils, laine, cuir, plumes, duvet, fourrure, corne, soie, os, cire d'abeille ; fumier, purin, lisier, farines animales ;

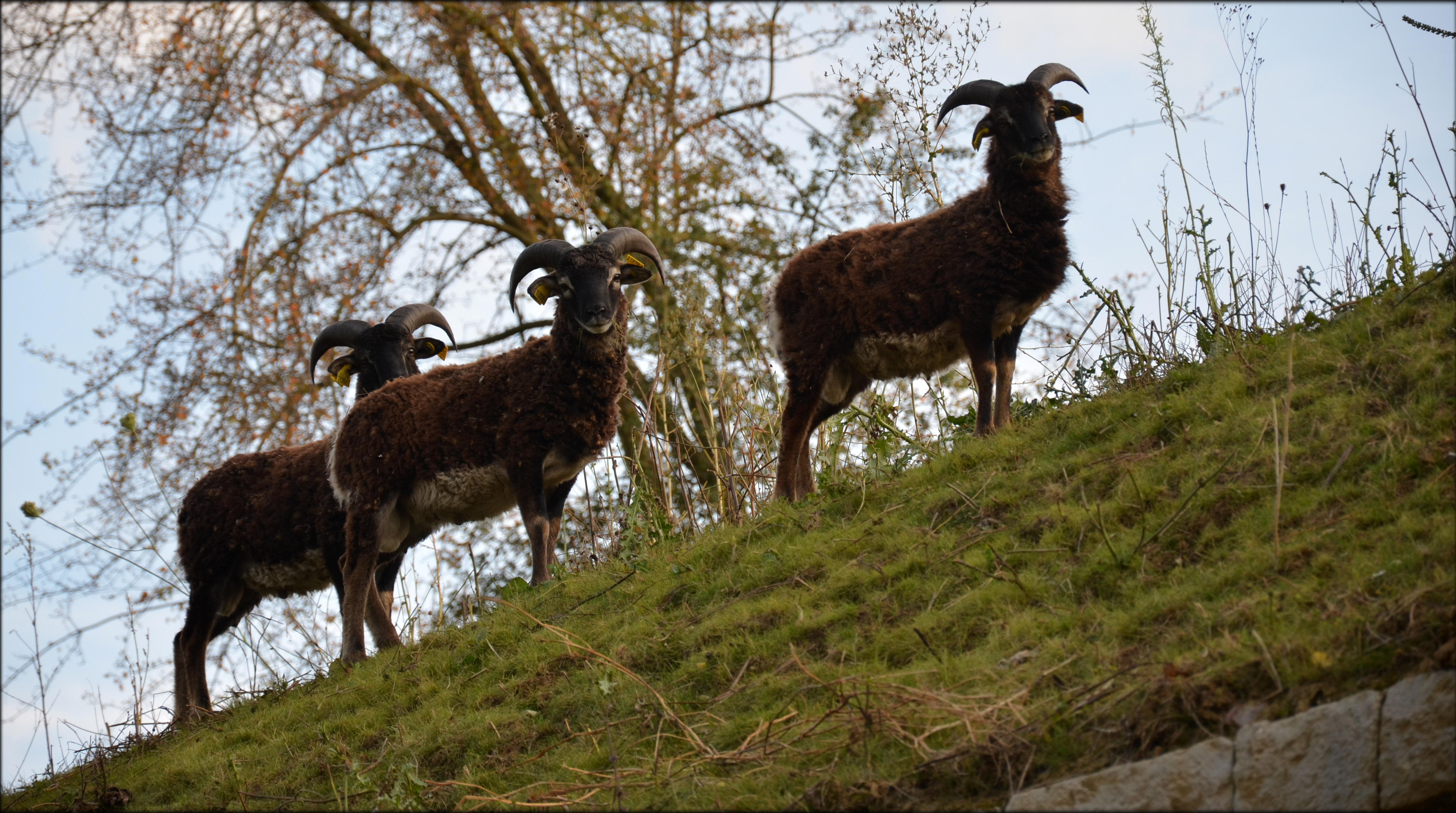
Moutons de Soay au sommet des fortifications de Lille. Comme la chèvre, ce mouton primitif peut brouter dans des endroits escarpés. Leurs ancêtres ont pu participer grâce à leur laine à la conquête des îles pluvieuses et venteuses du Nord-Ouest de L'Europe.

- Moutons de Soay au sommet des fortifications de Lille. Comme la chèvre, ce mouton primitif peut brouter dans des endroits escarpés. Leurs ancêtres ont pu participer grâce à leur laine à la conquête des îles pluvieuses et venteuses du Nord-Ouest de L'Europe.une force de travail : traction animale et transports, chien berger, de handicapé, de garde ou policier, animaux chasseurs (furet, chat, etc.), chèvres « tondeuses-élagueuses » dans les ravins.

#### Contributions diverses
L'élevage peut également contribuer :

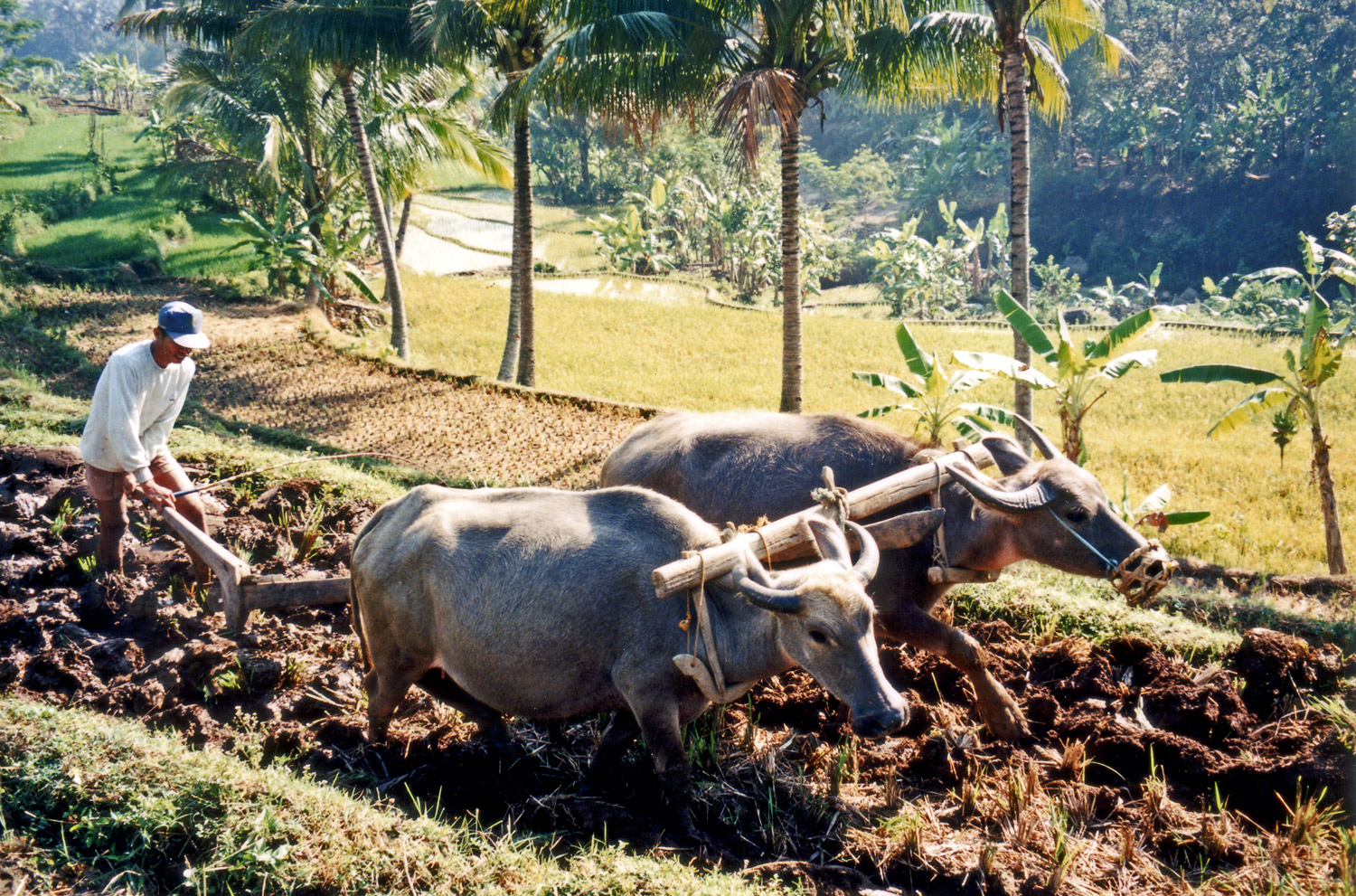
Labour d'une rizière par des buffles, Java, 1997.

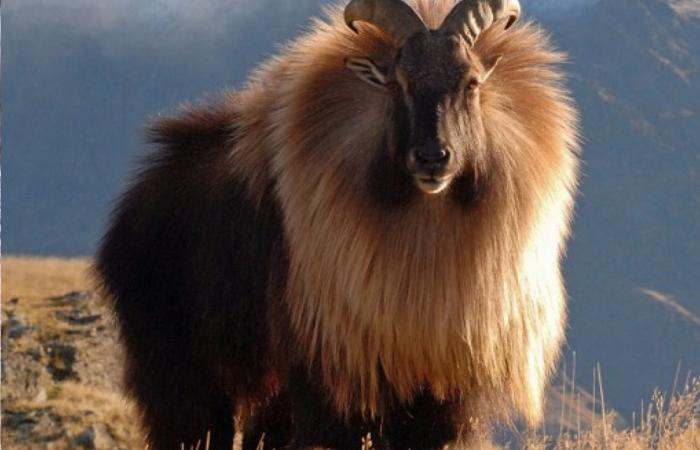
Le jharal ou thar de l'Himalaya, un caprin jamais domestiqué, a été sauvé de la disparition par l'élevage. Capable de se nourrir de buissons, il est devenu une espèce envahissante dans le sud de la Cordillère des Andes et des Alpes du Sud (Nouvelle-Zélande).

- à la préservation de certains milieux naturels (comme les zones humides par exemple[23]) ;
- à la pollinisation des plantes à fleurs sauvages ou cultivées ; ainsi, des producteurs de semences de tournesol et de colza demandent le placement de ruches près de leurs cultures aux apiculteurs qui acceptent si les agriculteurs s'engagent à cultiver selon des méthodes compatibles[24] ;

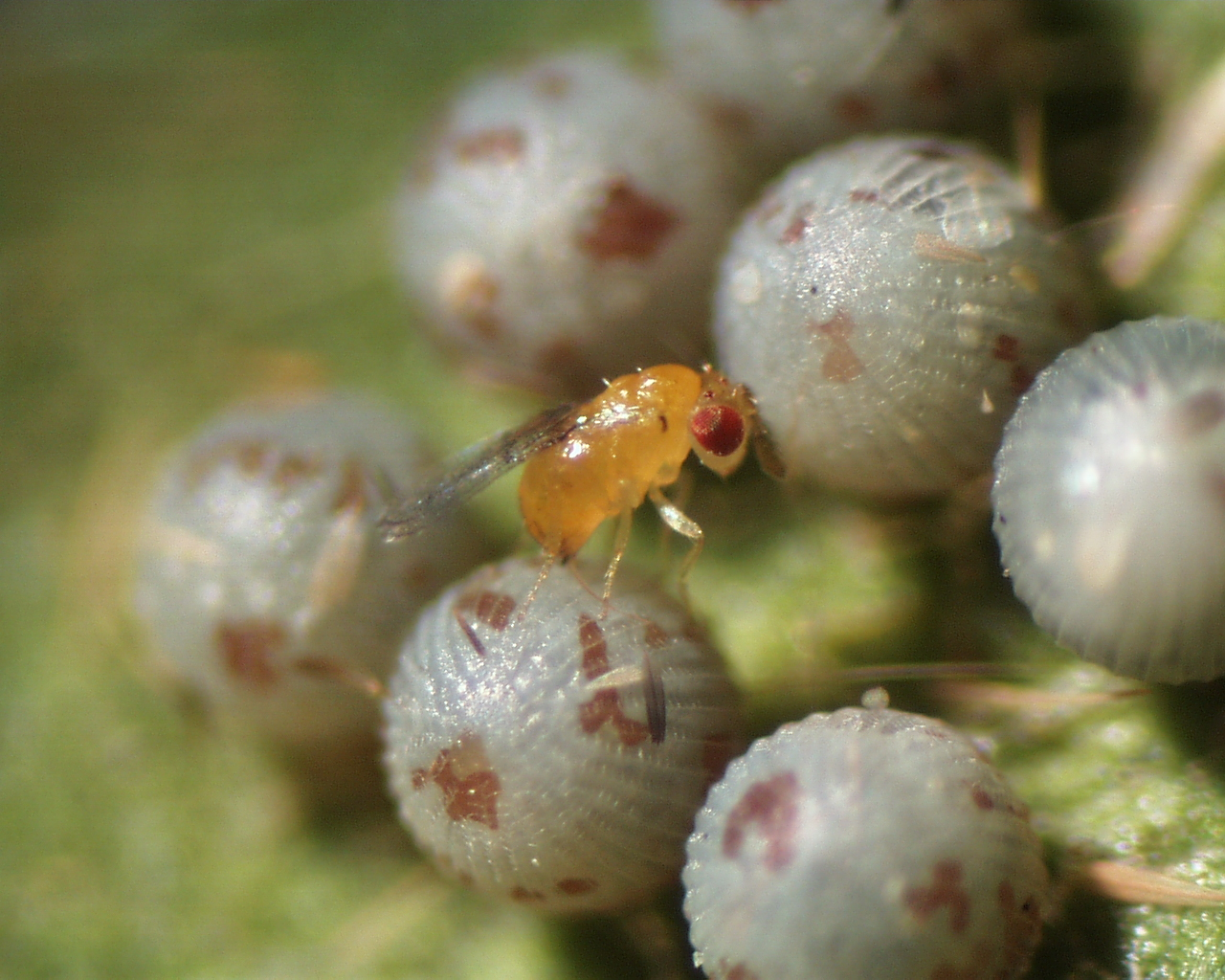
Femelle de trichogramme s'apprêtant à pondre dans un œuf de noctuelle ; des trichogrammes sont élevés dans ce but.

- à la protection des plantes contre les ravageurs (élevage d'insectes comme les coccinelles destinés à être relâchés dans les cultures ou zones sensibles) ; Les insectes pollinisateurs et les arthropodes prédateurs de ravageurs sont qualifiés d'organismes auxiliaires ;
- à la préservation des espèces et des races menacées de disparition (élevage conservatoire) ; le jharal (photo ci-contre) en est un exemple[3] ;
- aux loisirs (animaux de compagnie et de concours, colombophilie, zoos, etc.) ;
- à la recherche : animaux de laboratoire ;
- au soutien ou à la défense de personnes, unités de la protection civile ou militaires (chiens d'aveugles ou détecteurs de substances, pigeons voyageurs, mulets)[25] ;
- au recyclage des déchets des activités humaines. C'était traditionnellement le rôle des élevages familiaux de cochons et de poules qui recevaient les déchets de cuisine. Depuis que l'industrie alimentaire existe, ce rôle est repris surtout par les élevages bovins et porcins. Ainsi les drêches de brasserie, la pulpe de betterave sucrière, les écarts de triage de légumes sont systématiquement réintroduits dans l'alimentation animale de façon industrielle ou artisanale et représentent des volumes considérables. L'élevage de lombrics et d'insectes est envisagé pour traiter à grande échelle les résidus organiques ultimes[26].

#### Des animaux indissociables de certains modes de vie traditionnels
L'élevage permet la mise en valeur et l'entretien (à condition qu'il n'y ait pas surpâturage) des zones arides de steppes, de toundra, semi-désertiques, où la végétation essentiellement à base de végétaux très cellulosiques ne peut fournir une alimentation suffisante aux humains. De nombreuses populations n'ont pu s'installer dans ces zones que grâce à l'élevage d'herbivores. Il en est de même pour certaines zones difficiles d'accès : montagnes, vallons encaissés, marécages.

#### L'élevage comme facteur de développement
Dans les zones rurales pauvres, l'accès à l'élevage permet d'enclencher un processus de développement. C'est à ce titre que l'ONG américaine Heifer International fait don d'animaux d'élevage à des familles très pauvres, accompagnés de formation adéquates pour les aider à se développer et à en aider d'autres ensuite.
Cette dynamique de développement, souvent portée par des femmes, est notamment mise en évidence par l'Organisation des Nations unies pour l'alimentation et l'agriculture (FAO) pour les élevages de bufflonnes et vaches laitières détenus par de petits exploitants de régions pauvres : Pendjab, Amérique centrale, hauts plateaux abyssins, Sahel. Cette organisation considère l'élevage comme un facteur important de développement durable.

### Modes d'élevage

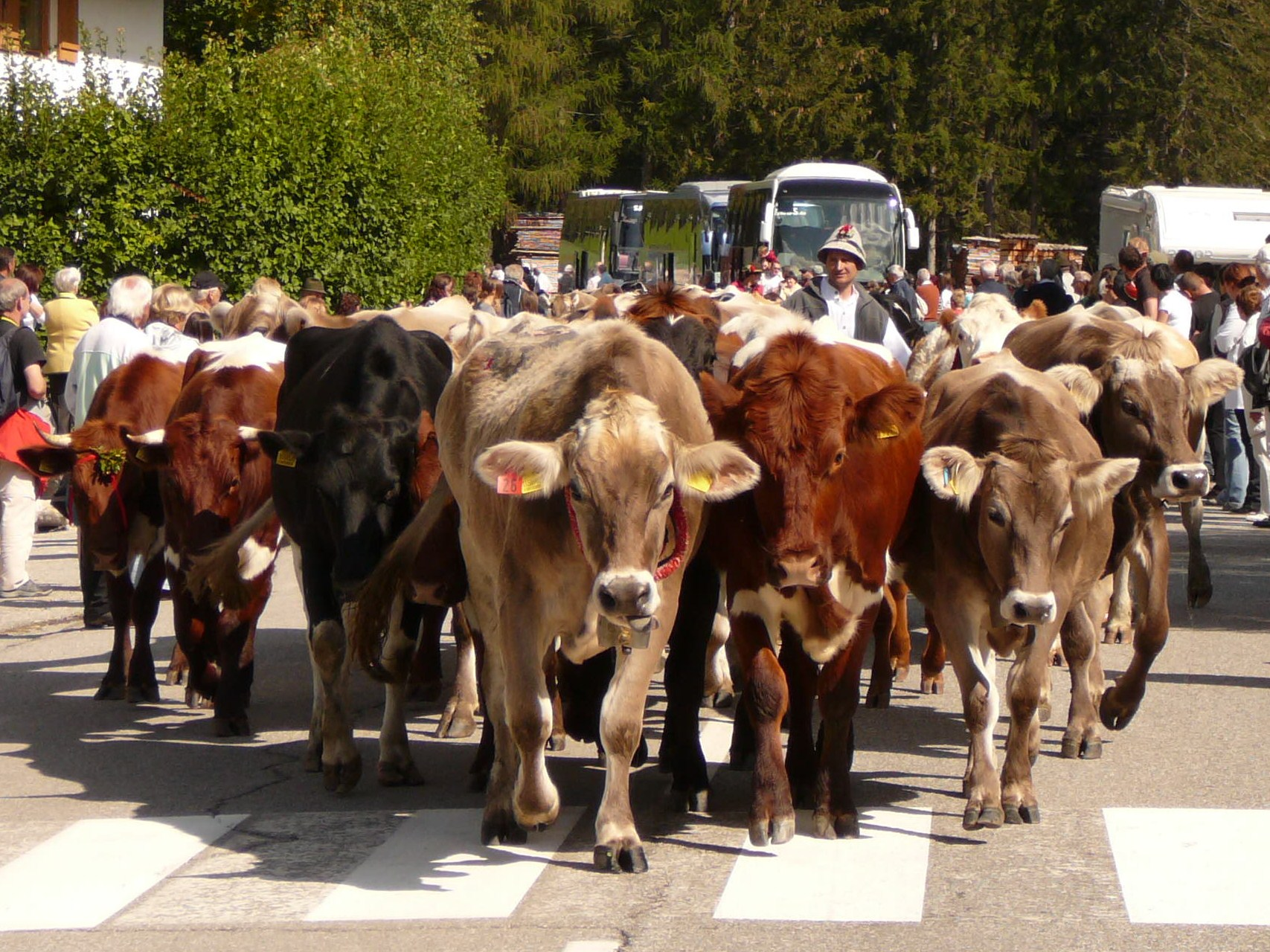
Transhumance de bovins, Tyrol italien.

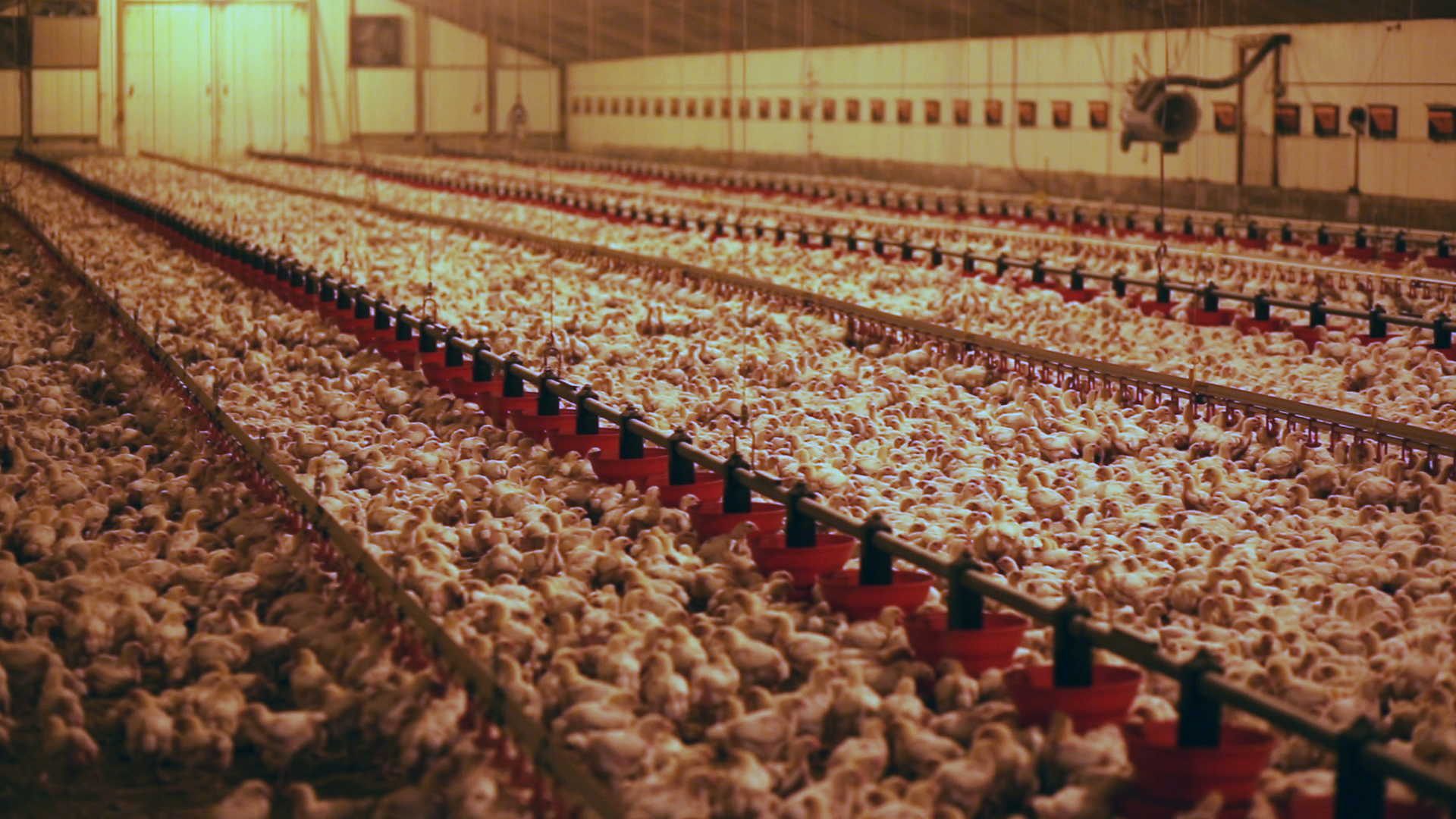
Élevage de poulets standard, France, 2017.

- Élevage extensif pratiqué sur de grandes surfaces, délimitées ou non (pastoralisme nomade), où les ressources en fourrages sont limitées ; il peut donner lieu à des parcours se répétant selon les saisons (transhumance) ; Il a été la ressource ordinaire des empires des steppes et il a pris la forme du ranching dans les régions colonisées par les Européens à partir du XIXe siècle souvent au détriment des populations locales.
- Élevage pastoral, ancestral et nomade, relevant du système d'élevage extensif ;
- Polyculture-élevage, assurant l'autosuffisance générale ou partielle ; cette forme d'organisation permettant notamment une rotation efficace des cultures et le recyclage naturel des déchets est de nouveau considérée[30] ;
- Élevage biologique, respectant un cahier des charges privilégiant une alimentation « naturelle », optimisant le bien-être animal et un lien au sol dans des fermes de polyculture-élevage (pas d'élevages hors sol). La santé des animaux est préservée par des approches préventives et l'utilisation de races rustiques. L'usage d'antibiotiques et de médicaments vétérinaires est réglementé ; la phytothérapie, l'aromathérapie ou l'homéopathie sont recommandées[31].

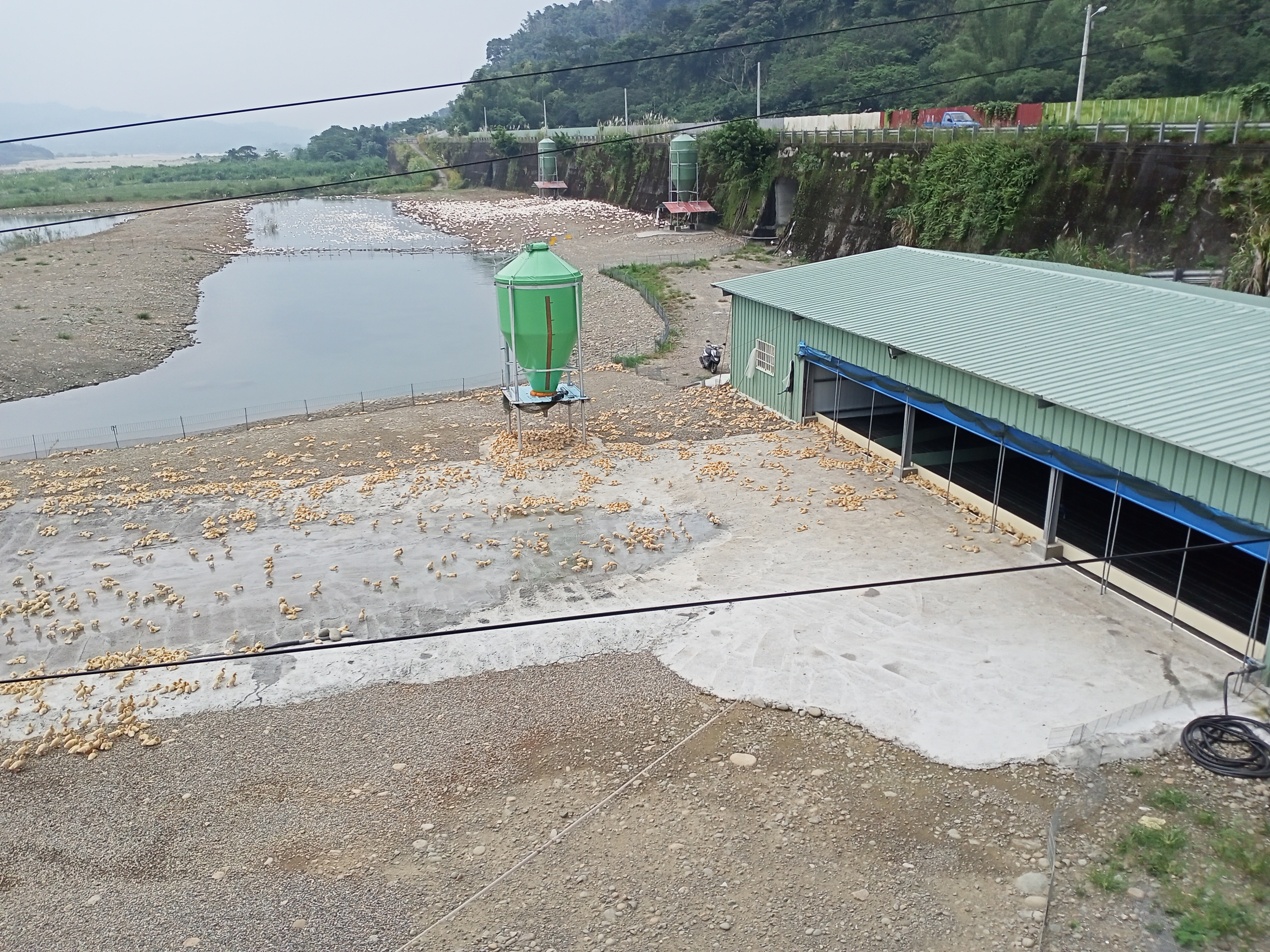
Élevage de canards, Comté de Nantou, Taïwan, 2020.

- Élevage de canards, Comté de Nantou, Taïwan, 2020.Élevage conventionnel, système d'élevage dominant basé sur les méthodes de production telles qu'elles ont été envisagées au moment de la Révolution verte dans les années 1940-1960, c'est-à-dire avec l'emploi de semences améliorées, d'engrais de synthèse et de pesticides pour les fourrages, l'utilisation de races spécialisées à hautes performances et la commercialisation des produits à grande échelle ;
- Élevage intensif ou industriel, conventionnel, axé sur le maximum de rentabilité ;
- Mini-élevage : élevage familial ou à petite échelle, encouragé dans les villages isolés ou défavorisés pour remplacer la cueillette et le braconnage[32], petits élevages obligatoirement réalisés sur les lieux d'utilisation[25] ; l'élevage de l'athérure africain, dont l'intensification ne semble pas possible, est un exemple de mini-élevage ;
- Élevage conservatoire, protégeant des races dont l'existence est menacée ou absente dans certaines régions.
- Animaux sacrés : les mesures prises pour vénérer et favoriser ces animaux peuvent s'apparenter à un élevage ; il peut s'agir cependant d'un élevage réellement productif à condition que celui-ci soit respectueux ; c'est le cas de l'élevage laitier (vaches et bufflesses) en Inde, le premier de la planète.

### Espèces élevées

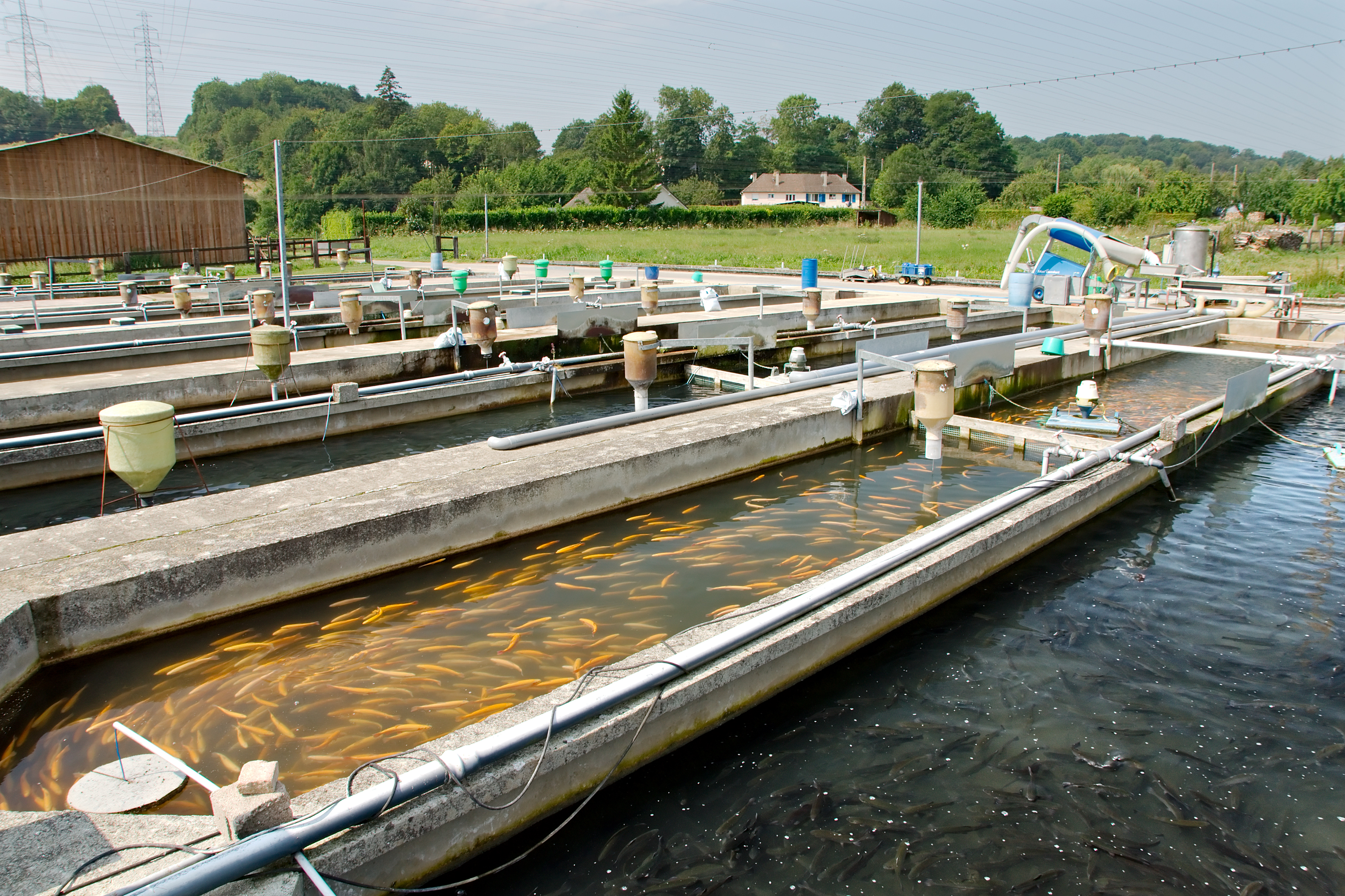
Bassins de pisciculture, France, 2015.

- Élevage bovin (vache, zébu, buffle d'Asie, yack)
- Élevage ovin (moutons)
- Élevage caprin (chèvre)
- Élevage équin (cheval, âne, mulet)
- Élevage porcin (porc)
- Élevage du chameau (dromadaire, chameau, lama, alpaga)
- Aviculture (oiseaux)
- Élevage canin (chien)
- Élevage félin (chat)
- Élevage des animaux à fourrure
- Aquaculture : poissons et invertébrés d'eau douce ou marins

Pour une liste exhaustive :

## Problèmes liés

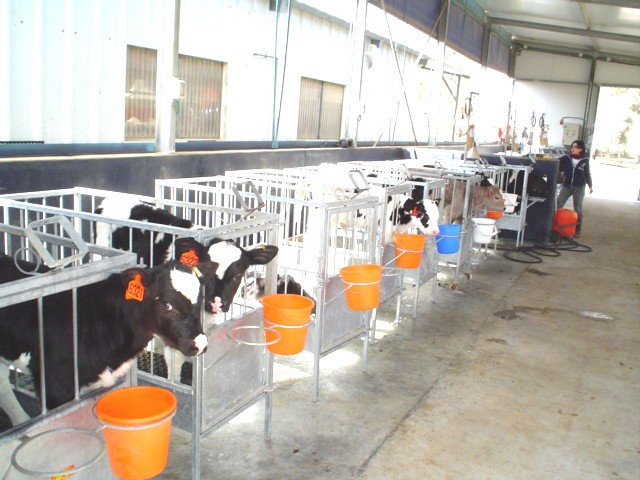
Élevage hors-sol de veaux en batterie.

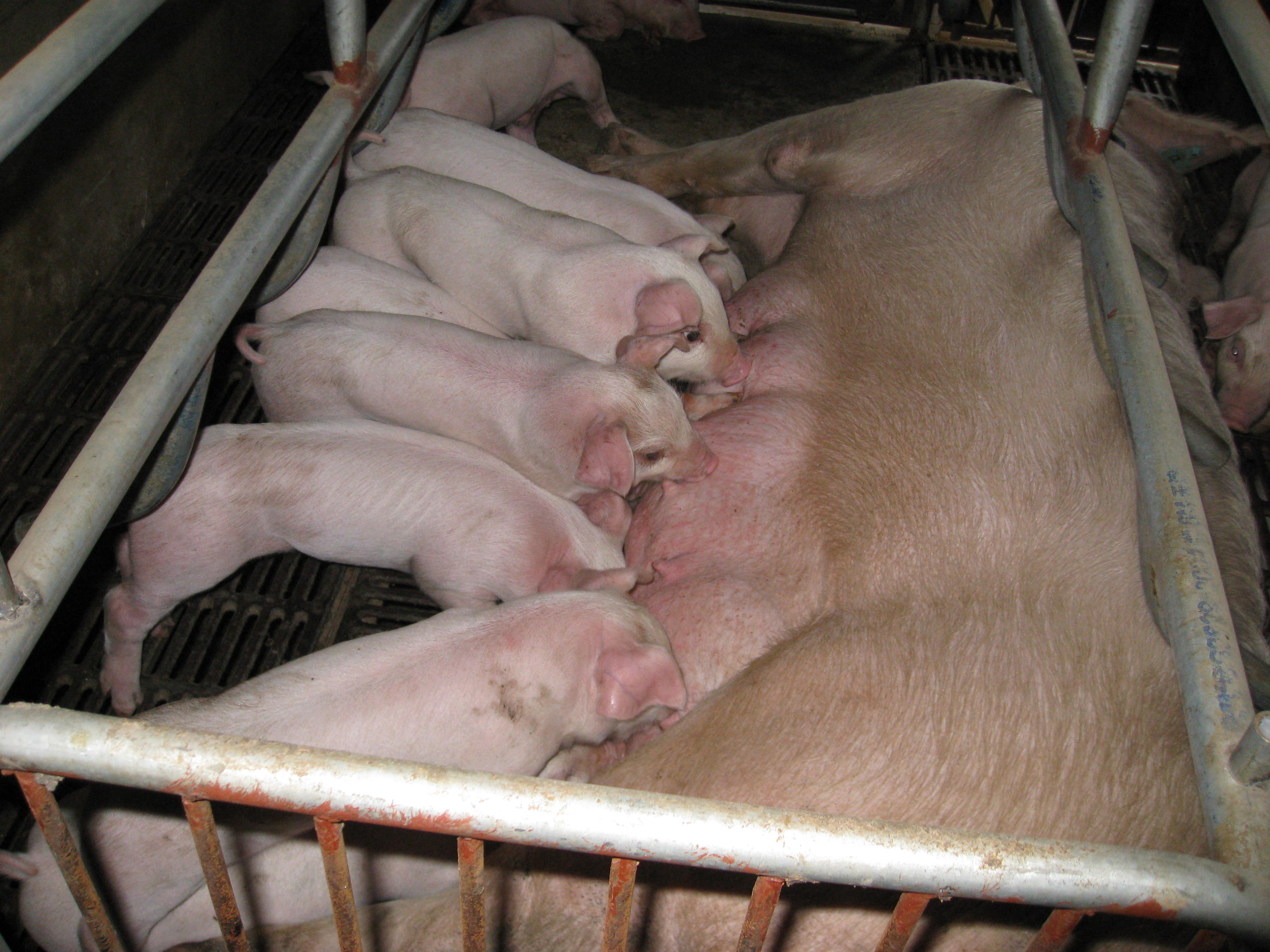
Truie allaitant dans un élevage intensif.

La généralisation puis surtout la concentration et l'industrialisation rapide de l'élevage au XXe siècle ont eu des impacts négatifs sur l'environnement, et pose des questions nouvelles dans les domaines de la zootechnie, de l'éthique, du droit, de la biosécurité et de la santé alimentaire et environnementale.
Les méthodes de sélection et d'insémination artificielle appauvrissant la diversité génétique et favorisant la consanguinité des animaux.

### Impacts environnementaux

#### Pollution
L'élevage est source de pollutions (nitrates et phosphates principalement) et de nuisances olfactives.
La diffusion dans l'environnement de résidus médicamenteux présente un risque pour les écosystèmes ; l'élevage est une des sources de ces résidus.

#### Utilisation des terres
Le pâturage sur les lieux d'anciennes forêts peut avoir un impact irréversible sur la biodiversité forestière, à échelle humaine de temps, même si la forêt repousse sur le même site. La diffusion dans les pays riches de l'élevage hors-sol est un facteur de bouleversement des paysages (les cultures industrielles de soja et maïs remplacent les pâtures qui étaient des puits de carbone, des filtres pour l'eau).
Selon un rapport de Greenpeace publié en 2018, la production de viande et de produits laitiers mobiliserait jusqu’à 80 % de la surface des terres agricoles dans le monde. Des centaines de millions d’hectares sont ainsi mobilisés pour nourrir les animaux que consommeront ensuite les habitants des pays riches, alors que ces terres pourraient être employées à alimenter les habitants des pays pauvres. Pour Jonathan Safran Foer, « L’élevage industriel ne « nourrit » pas « le monde » ; il l’affame en le détruisant ».

#### Changement climatique

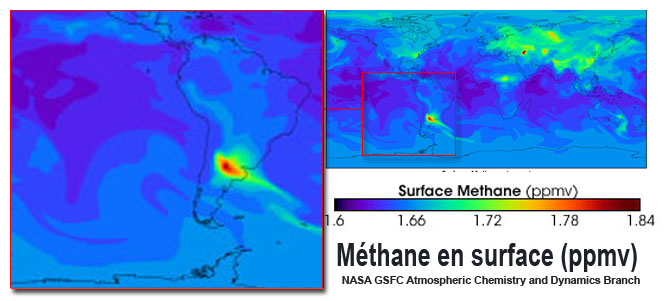
Le centre-sud de l'Amérique du Sud (Argentine) – notamment à cause de l'élevage – serait le premier secteur d'émission de méthane de l'hémisphère sud. Le méthane est un puissant facteur de changement climatique.

L'un des problèmes est l'émission de gaz à effet de serre par les animaux élevés, par la filière viande, et par les cultures qui alimentent ces animaux. Selon un rapport de l'Organisation des Nations unies pour l'alimentation et l'agriculture (FAO) de 2013, le secteur de l'élevage est responsable de 14,5 % des émissions de gaz à effet de serre. Une partie de ces gaz est du méthane, dont le pouvoir réchauffant est 28 fois plus élevé que celui du dioxyde de carbone. Selon un rapport de février 2019 du think tank français Institute for Climate Economics (I4CE), le secteur de l’élevage génère 63 % des émissions dues à l’alimentation alors qu’il ne fournit que 16 % des calories consommées dans le monde.
75 % des surfaces agricoles mondiales (dont 30 % de prairies) sont consacrées à l'élevage, qui consomme en outre plus d'un tiers de la production de céréales. Des chercheurs néerlandais ont estimé l'impact de l'alimentation sur la consommation d'espaces agricoles. Comme cela avait déjà été largement démontré, les régimes riches en protéines d'origine animale nécessitent plus de terre. Cependant, le point le plus bas de la courbe n'est pas atteint avec une consommation strictement végétale, mais avec un régime intégrant en moyenne 12 % de protéines animales, et notamment du lait. En effet une disparition complète de l'élevage poserait des problèmes en particulier pour valoriser des prairies dans les régions où il est difficile de produire autre chose et la synergie entre production animale et végétale est compatible avec l'agriculture biologique pour remplacer la fertilisation minérale.
En France, le rapport du Haut Conseil pour le climat sur les politiques agricoles, publié le 25 janvier 2024, constate que l'élevage est particulièrement vulnérable face aux canicules : la sécheresse de 2022 a causé entre 2 et 4 milliards d'euros de pertes aux éleveurs français. Les vaches produisent moins de lait, de moins bonne qualité ; la hausse des températures accroît les besoins en eau des animaux et réduit la production de fourrage. L'élevage émet 46 millions de tonnes équivalent CO2 en 2021, soit 59 % des émissions de l'agriculture en France. Le rapport estime qu'en modifiant l'alimentation des animaux et la gestion des effluents, une réduction des émissions de près de 7 millions de tonnes pourrait être obtenue, par exemple, en remplaçant des glucides par des lipides insaturés, ou en utilisant des additifs alimentaires ; la couverture des fosses d'effluents, l'installation de torchères ou encore la méthanisation du lisier permettent aussi de réduire les émissions.

### Impacts sanitaires
La journaliste Sonia Shah (en) souligne que l'élevage peut contribuer à créer des virus transmissibles à l'homme : « des centaines de milliers de bêtes entassées les unes sur les autres en attendant d’être conduites à l’abattoir : voilà des conditions idéales pour que les microbes se muent en agents pathogènes mortels. Par exemple, les virus de la grippe aviaire, hébergés par le gibier d’eau, font des ravages dans les fermes remplies de poulets en captivité, où ils mutent et deviennent plus virulents — un processus si prévisible qu’il peut être reproduit en laboratoire. L’une de leurs souches, le H5N1, est transmissible à l’homme et tue plus de la moitié des individus infectés. En 2014, en Amérique du Nord, il a fallu abattre des dizaines de millions de volailles pour enrayer la propagation d’une autre de ces souches ».
La diffusion planétaire de l'élevage en batterie (élevages de plus de 10 000 volailles) semble avoir eu un rôle dans la diffusion du virus H5N1 et d'autres pathogènes. Dans les supermarchés britanniques en 2014 selon la Food Standards Agency, soixante-dix pour cent de la viande de poulet vendue est contaminée par des bactéries du genre Campylobacter.
En outre, les quantités considérables de déjections générées par l'élevage « offrent aux microbes d’origine animale d’autres occasions d’infecter les populations » en se déversant dans l'eau potable ou dans des aliments destinés à la consommation humaine. Ainsi, chaque année, 90 000 Américains sont contaminés.
Selon l'Organisation des Nations unies pour l'alimentation et l'agriculture (FAO), « Le risque de transmission de maladies des animaux aux humains augmentera dans le futur, en raison de la croissance de la population humaine et de l’augmentation du bétail, de changements spectaculaires dans la production animale, de l’émergence de réseaux agroalimentaires mondiaux et d’une augmentation importante de la mobilité des biens et des personnes (…) La concentration de production animale dans des zones restreintes engendre des risques sanitaires importants pour les animaux et les humains ».
L'utilisation croissante des antibiotiques dans l'élevage représente un risque important pour la santé humaine, en favorisant la résistance aux antibiotiques.
L'usage de farines animales dans l'alimentation d'herbivores a été à l'origine de la diffusion d'un prion pathogène responsable de l'encéphalopathie spongiforme bovine (maladie de la vache folle).

#### Contrôles
En raison des risques de zoonoses et de maladies induites par des viandes ou conserves avariées, ou de trafics d'hormones, la filière et la commercialisation des viandes font l'objet de contrôles.
En France, en 2011, à la demande du gouvernement, deux ministères (agriculture et environnement) ont demandé au Conseil général de l'environnement et du développement durable et au Conseil général de l'alimentation, de l'agriculture et des espaces ruraux de faire des propositions de simplification des dossiers et les contrôles opérés dans les élevages. Un rapport a synthétisé les propositions d’un groupe de travail ayant associé les organisations professionnelles agricoles et les administrations concernées. Ce rapport (56 pages) a été rendu aux ministres en janvier 2012, et rendu public le 8 mars 2012, quatre jours après la fin du salon international de l'agriculture.
Le rapport, intitulé « Simplification des dossiers et des contrôles environnementaux en élevage », synthétisant les propositions d’un groupe de travail ayant associé les organisations professionnelles agricoles et les administrations concernées, contient des propositions de simplification de procédure (ex : possibilité de déposer le dossier sous forme numérique) et des propositions visant à limiter les possibilités de recours (des préfets notamment) ou visant à allonger les délais entre deux contrôles des élevages (un contrôle qui pourrait être porté à tous les 10 ans, avec des délais allongés de 5 à 7 ans si l'agriculteur est certifié ou adhère à de bonnes pratiques. Le contrôle périodique présenté par ce rapport comme « ayant d'abord une vocation pédagogique », et pouvant être à rapprocher des « régimes à adhésion volontaire : certification environnementale et charte des bonnes pratiques d'élevage en particulier ». Il utiliserait la documentation laissée chez l'éleveur (p. 15 du rapport). Une certification environnementale à trois conditions pourrait valoir contrôle. Selon ce rapport, concernant la « vérification de l'existence de capacités de stockage suffisantes pour les effluents d'élevage, la charte des bonnes pratiques est plus précise que le contrôle périodique : même si le technicien est invité à faire preuve de compréhension, il doit relever l'absence de capacité de stockage, ce que le contrôle périodique ne fait pas ». En cas d'adhésion à la charte, le rapport propose d'utiliser pour le contrôle périodique les documents remis à l'éleveur à l'issue de l'audit charte (et réciproquement) (…) en recherchant « en priorité à élargir la reconnaissance que donne pour l'éleveur la participation à la charte ».

### Éthique
Selon Jean-Baptiste Jeangène Vilmer en 2008, « l'homme consomme annuellement plus de 53 milliards d'animaux par an, principalement et dans l’ordre, des poulets, canards, porcs, lapins, dindes, moutons, chèvres, bovins et chevaux. Les animaux d'élevage représentent (…) en Occident 98 % de la totalité des animaux avec lesquels les humains sont en interaction. (…) Les abattoirs américains tuent plus de 23 millions d’animaux par jour (…) Selon les estimations de l’ONU (FAO), la production mondiale de viande et de lait doublera d’ici 2050 ». Une question abordée par les éthiciens est celle de la condition animale, que certains traitent de manière plus générale dans la question de la « responsabilité morale des humains à l'égard des animaux ».

#### Élevage d'animaux particuliers
- Apiculture
- Aviculture
- Conchyliculture
- Cuniculture
- Élevage de crevettes
- Héliciculture
- Pisciculture
- Sériciculture

### Livres anciens
- Élève du bétail à la Guyane, Paul Antoine Sagot (1821-1888), 1870